# Американо-мексиканская стена

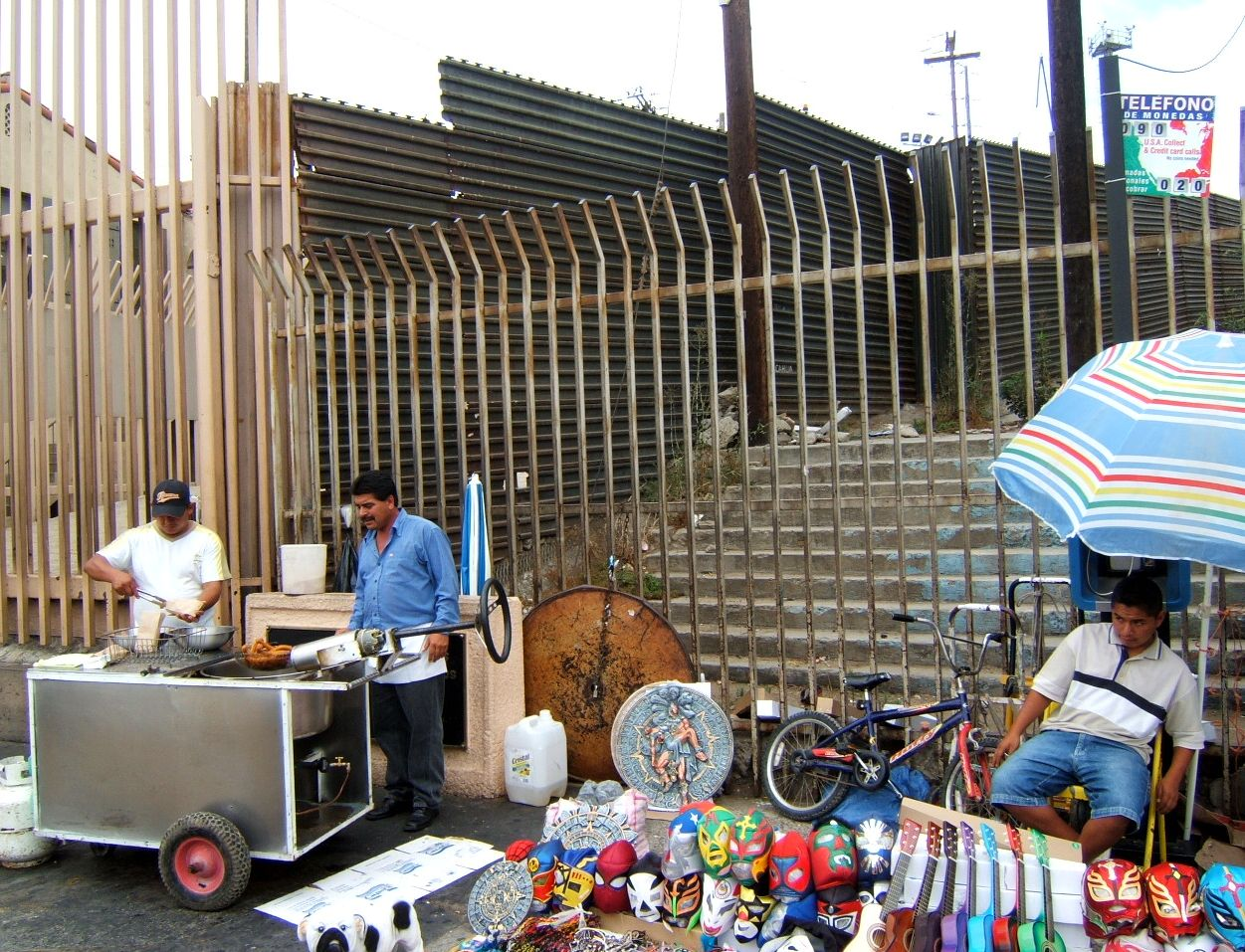
Американо-мексиканская стена возле пешеходного перехода через границу в городе Тихуана

Америка́но-мексика́нская стена́ или Америка́но-мексика́нский барье́р (англ. U.S.-Mexico Border Wall или англ. U.S.-Mexico Barrier) — совокупность заграждений, проложенных американскими властями вдоль сухопутной государственной границы между США и Мексикой. 
Общая длина заграждения, предназначенного для предотвращения незаконного перехода границы со стороны Мексики, составляет 1078 километров (670 миль), длина всей границы с Мексикой — 3145 километров (1954 мили).

## История создания

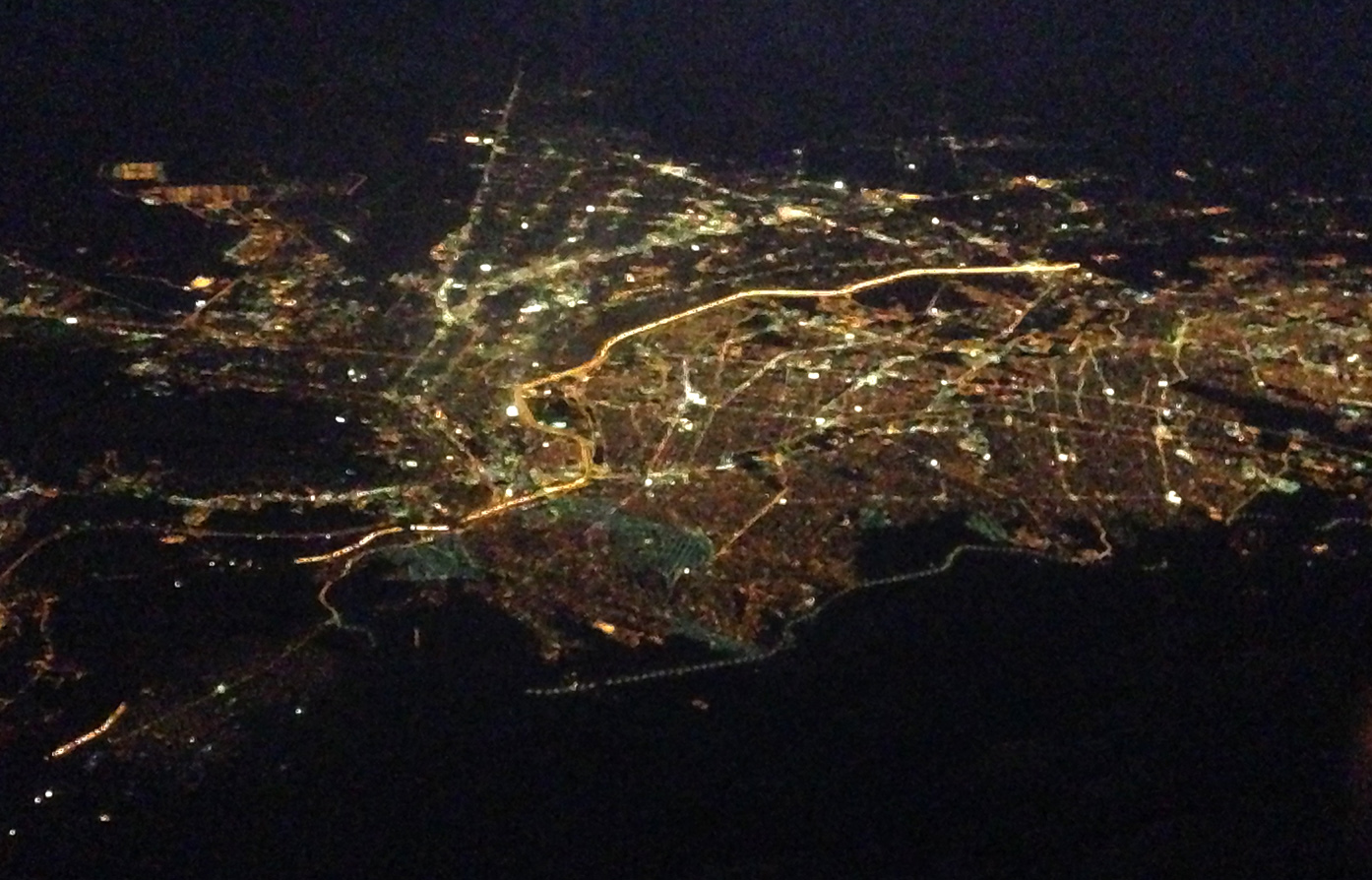
Длинная сплошная полоса в центре фото — стена, разделяющая американский Эль-Пасо и мексиканский Сьюдад-Хуарес, февраль 2014 года

Строительство разделительной стены началось с нескольких последовательных этапов по предотвращению нелегальной иммиграции. Первый этап, получивший название «Операция „Удержание Рубежа“» (англ. Operation Hold the Line), начался 19 сентября 1993 года и продолжался три недели. Пограничная служба США значительно увеличила количество патрулей на отрезке границы протяженностью 30 км в районе пограничного города Эль-Пасо, штат Техас. С целью отбить желание у мексиканцев пересекать границу Погранслужба выставила вдоль границы большое количество зеленых внедорожников с пограничниками внутри и начала круглосуточное патрулирование территории четырьмя вертолетами. Также был отремонтирован разделительный забор протяжённостью около 16 км, ранее повреждённый иммигрантами. В результате операции количество задержанных нелегальных иммигрантов на этом участке резко снизилось, и Пограничная служба США сочла это успехом.
Второй этап, получивший название «Операция „Хранитель“» (англ. Operation Gatekeeper), начался 1 октября 1994 года. Тогда был построен забор протяженностью около 10 км возле Сан-Диего и значительно увеличено количество агентов Пограничной службы США. Ранее на этом участке было задержано более половины всех нарушителей границы, а в последующие несколько лет количество задержанных нарушителей на этом участке снизилось на 75 %. Несмотря на впечатляющие цифры, критики строительства стены отмечали, что нелегалы просто были вынуждены сместить пути перехода границы на восток, и стали чаще пользоваться услугами профессиональных контрабандистов, занимающихся перевозками людей, но на общую ситуацию с незаконной иммиграцией стена повлияла весьма незначительно. Также были отмечены случаи, когда нарушителей просто не регистрировали, что создавало видимость снижения попыток незаконного пересечения границы. К 1998 году забор был расширен на всю длину границы Калифорнии с Мексикой.

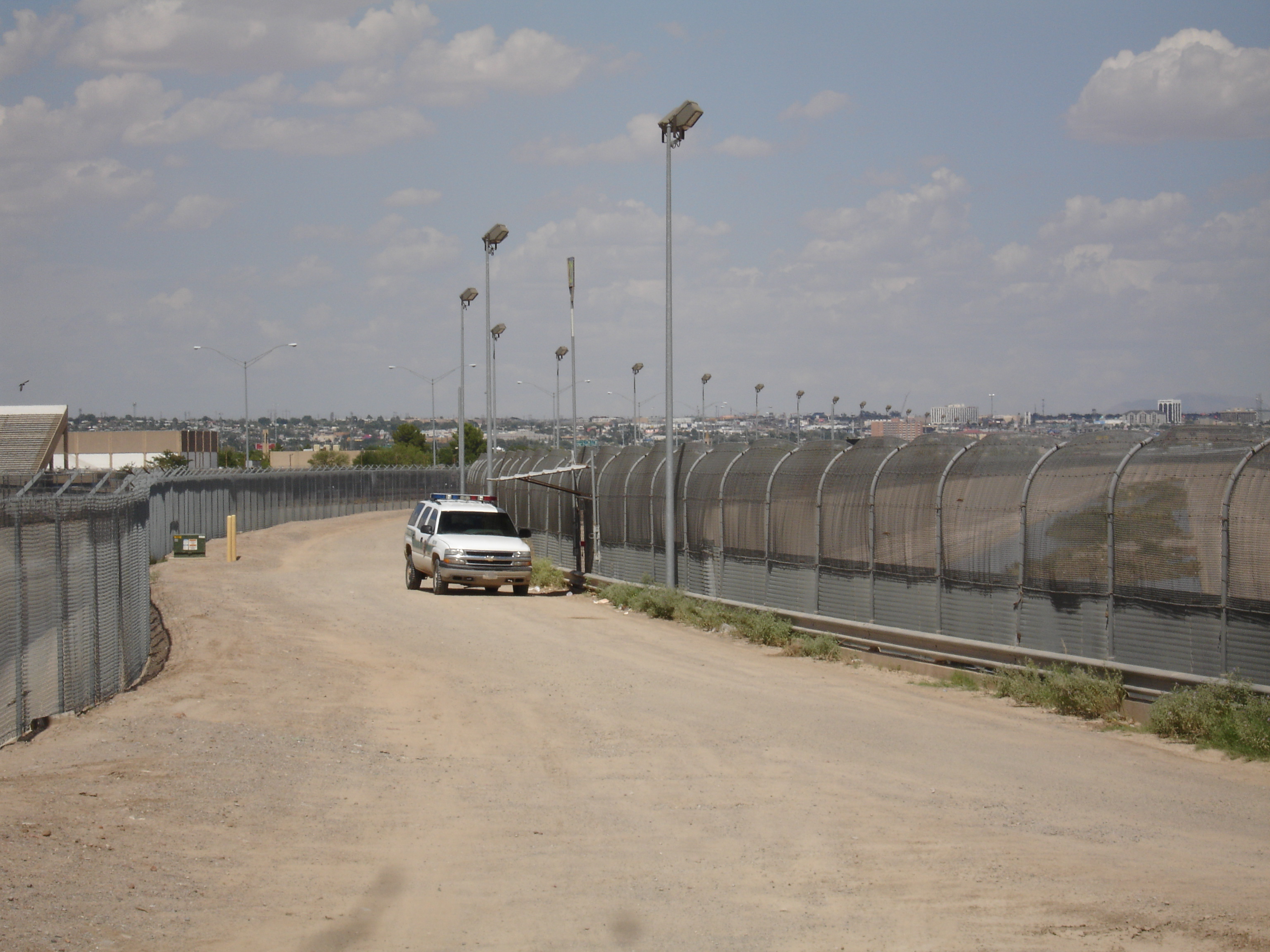
Двойной забор с разделительной полосой возле Эль-Пасо

Третий этап под названием «Операция „Ограждение“» (англ. Operation Safeguard) начался осенью 1994 года. Усилия были сконцентрированы на пограничном участке к югу от города Тусон, штат Аризона. Погранслужба, ответственная за этот участок границы, получила новое видеооборудование для слежения за территорией, лампы высокой мощности и дополнительные вертолеты. Были усилены заградительные стены в Ногалесе и Нэйко, а также началось строительство стены в Дугласе, невзирая на протесты защитников окружающей среды и правозащитников. С 1994 по 2000 годы штат агентов погранслужбы в тусонском секторе вырос больше чем в пять раз до 1535 человек.
Очередным из наиболее значительных усилий по укреплению границы, предпринятых погранслужбой, стала «Операция „Рио-Гранде“» (англ. Operation Rio Grande). Операция началась летом 1997 года. Особое внимание уделялось пограничным секторам Мак-Аллен и Ларедо на юге Техаса. Погранслужба использовала те же методы, что и во время предыдущих операций: установление постов вдоль границы, использование большего количества мощных осветительных приборов, улучшение заборов и уничтожение растительности на участках возле городских поселений с целью выдавить иммигрантов в менее пригодные для нелегального пересечения границы места. Количество агентов погранслужбы с 1996 по 2000 год на этом участке удвоилось до 2160 человек.
В 2006 году президент Джордж Буш подписал указ № 6061 под названием «Закон о безопасном заборе» (англ. The Secure Fence Act). Закон предписывал постройку новых пограничных заборов общей протяженностью около 1100 км и обеспечивал погранслужбу дополнительным оборудованием для контроля над границей. К 2009 году были установлены заборы общей длиной более 900 км.
В 2025 году в Большом прекрасном законопроекте было выделено 46,5 миллиардов долларов на продолжение строительства стены.

### Стена Трампа
Возведение разделительной стены на границе с Мексикой стало одним из главных пунктов предвыборной программы Дональда Трампа в 2016 году.

### Политическая борьба
Республиканцам удалось провести через нижнюю палату Конгресса документ о выделении 5,7 млрд долл. США на постройку около 215 миль стены по плану президента Трампа, когда они сохраняли контроль над палатой (т.е. до 2019 года), однако законопроект не прошёл через Сенат.
Нэнси Пелоси, избранная в 2019 году председателем Палаты представителей США, заявила, что «стена Трампа» не получит финансирования ни при каких условиях:

(Президент Трамп) может убеждать нас сколько угодно, но мы не одобрим меру, которая обойдётся в миллиарды долларов и не будет эффективной 

Противостояние президента Трампа и Палаты представителей привело к частичному прекращению финансирования государственных учреждений США в конце 2018 года. Трамп в конце декабря пообещал «очень долгий шатдаун», если демократы не согласятся на финансирование строительства стены на границе с Мексикой. Этот «шатдаун» стал самым долгим в истории США, он затронул 800 тысяч федеральных служащих, которые были отправлены в неоплачиваемый отпуск либо вынуждены работать, не получая зарплаты. В феврале 2019 года Трамп объявил чрезвычайное положение на южной границе, что позволило ему перераспределить на строительство стены дополнительные 8 млрд долларов Пентагона в обход Конгресса.
Во время своей предвыборной кампании кандидат в президенты Джозеф Байден обещал, что при его администрации «не будет построено ни одного фута стены». В январе 2021 года он, будучи уже главой государства, подписал указ, останавливающий строительство сооружения. На момент 5 января 2021 года было возведено 727 км. Несмотря на позицию президента, Министерство внутренней безопасности США в октябре 2023 года заявило, что планирует продлить стену на 27,4 км. Решение было вызвано как острой необходимостью, так и тем, что деньги на строительство были выделены Конгрессом ещё в 2019 году.

## Конструкция

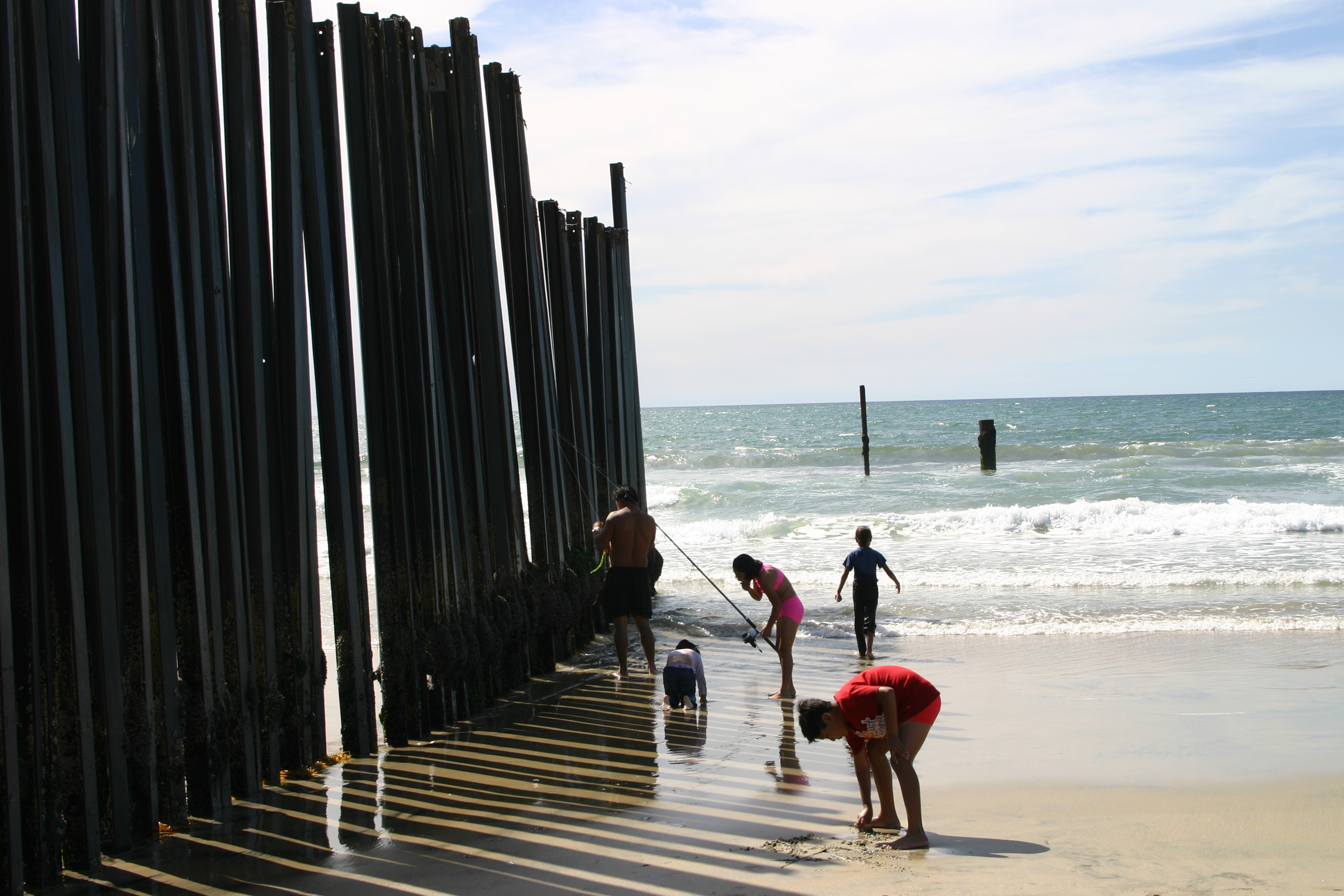
Плохая конструкция забора на берегу Калифорнии позволяет нелегалам без труда проникнуть на территорию США

Высота стены, количество заборов на определенном промежутке, системы наблюдения и использованные при строительстве материалы варьируются в зависимости от участка границы. Наиболее сильно укреплённый участок находится на въезде в приграничный город Сан-Диего в штате Калифорния (со стороны Мексики в этом месте границы находится город Тихуана в штате Нижняя Калифорния). На данном участке границы установлены двойные и тройные барьеры высотой от 3 до 4,5 м. Верхняя часть забора загнута в сторону территории Мексики и опутана колючей проволокой, чтобы затруднить преодоление преграды. В некоторых местах присутствует дополнительный забор из металлических листов, чтобы предотвратить какой бы то ни было контакт по обе стороны границы. Между заборов пролегает полоса «ничейной земли» (англ. No man’s land), которую погранслужба США патрулирует при помощи ярких прожекторов, бронированных грузовиков и видеокамер. Наличие подобной полосы связано с тем, что были задокументированы случаи, когда нарушители преодолевали одиночный забор на автомобиле при помощи гидравлической рампы. Контроль над прилегающей к забору со стороны США территорией осуществляется при помощи вертолётов и автомобилей повышенной проходимости. На берегах Тихого океана и Мексиканского залива, являющихся крайними точками сухопутной границы, стены могут простираться на значительное расстояние в воде.
На участках границы, сопряжённых с меньшим риском контрабанды наркотиков или переходов вооружённых банд, заграждение может вообще отсутствовать, что вызывает критику относительно эффективности всей системы. Также заграждение может быть в виде проволочного забора для скота, забора из вертикально поставленных рельс, забора из стальных труб определённой длины c залитым внутрь бетоном и даже завала из расплющенных под прессом машин.

## Эффективность
Строительство барьера привело к тому, что большее количество попыток пересечь границу стало осуществляться через пустыню Сонора и переход в горах Бабокивари. Для того, чтобы добраться до ближайшей американской дороги, расположенной в резервации Тохоно-оодхам, людям необходимо преодолеть расстояние около 80 км в тяжелых природных условиях. По данным мексиканской национальной комиссии по правам человека, в период с 1994 по 2009 годы более 5600 нелегальных иммигрантов погибло, пытаясь перейти границу. Причиной смерти, как правило, была жара в пустыне, через которую им приходилось идти.
В 2010 году задержания на Юго-западной границе США составили 96,6% от общего количества нарушителей, задержанных при попытке перехода границ США. Количество задержаний в том году снизилось на 61 % по сравнению с 2005 годом. Помимо усилий пограничников снижение было также связано с ухудшившейся экономической обстановкой в США. Всего в 2010 году было задержано 463 тысячи нарушителей границы — наименьшее количество начиная с 1972 года. Задержанных нарушителей заносят в картотеку, снимая отпечатки пальцев, и депортируют обратно в Мексику.